# Evangelische Kirche Weißenhasel

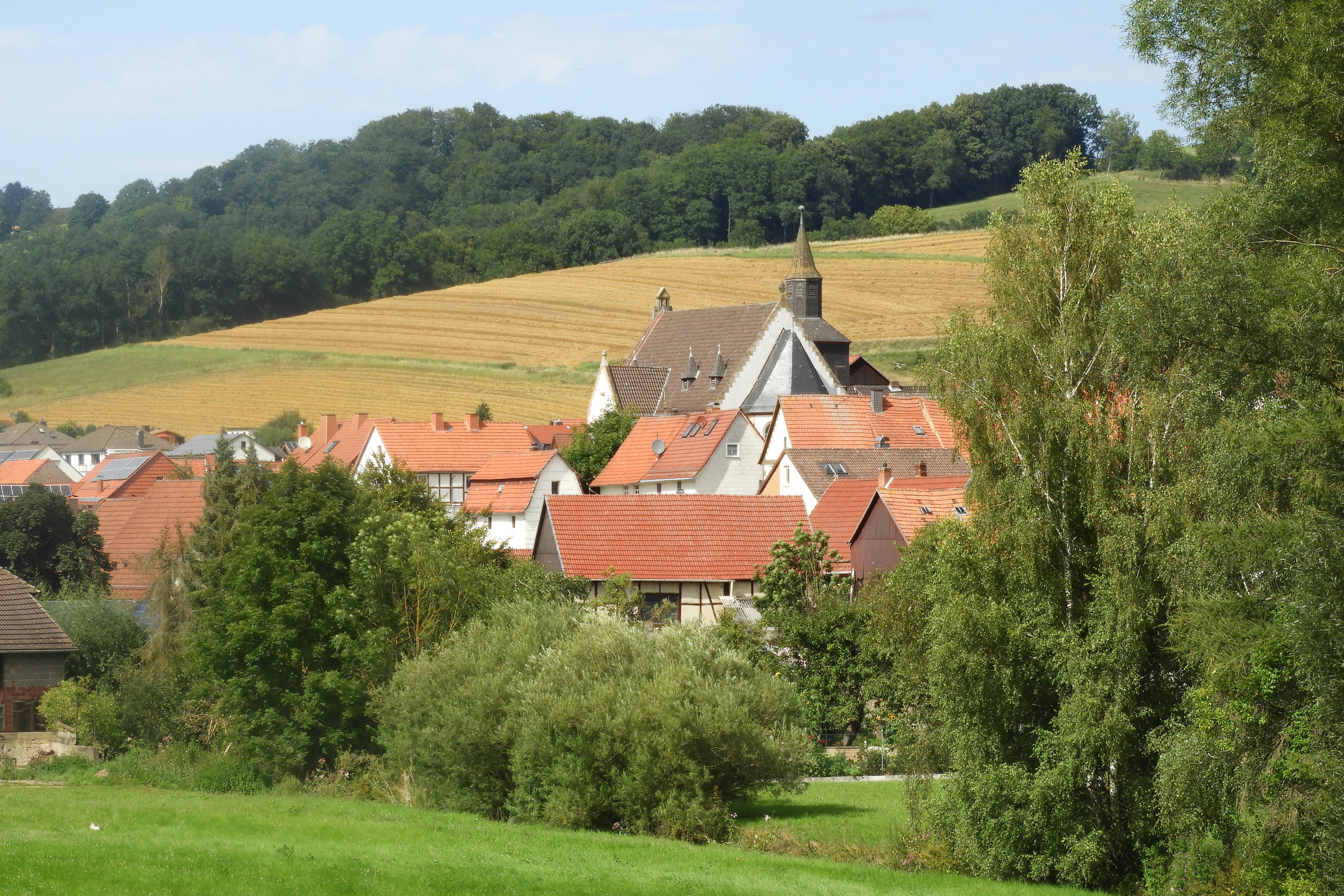
Blick auf die Kirche aus südlicher Richtung

Die auf einer erhöhten Stelle im Oberdorf stehende Evangelische Kirche Weißenhasel  ist ein denkmalgeschütztes Gebäude in Weißenhasel, einem Ortsteil der Gemeinde Nentershausen im nordhessischen Landkreis Hersfeld-Rotenburg.  Der älteste Teil der Kirche ist der Turm aus dem Jahr 1659. Der angefügte verputzte Backsteinbau, den ein Satteldach bedeckt, wurde in den Jahren 1908 und 1909 errichtet. Die neugotische Halle besitzt einen eingezogenen polygonalen Chor sowie ein Scheinquerhaus aus Turm- und Eingangsbau und wird von einer Holztonne geschlossen. Zu den bemerkenswerten Besonderheiten der Kirche gehört die Orgel mit einem Gehäuse aus der Zeit um 1730.

## Geschichte

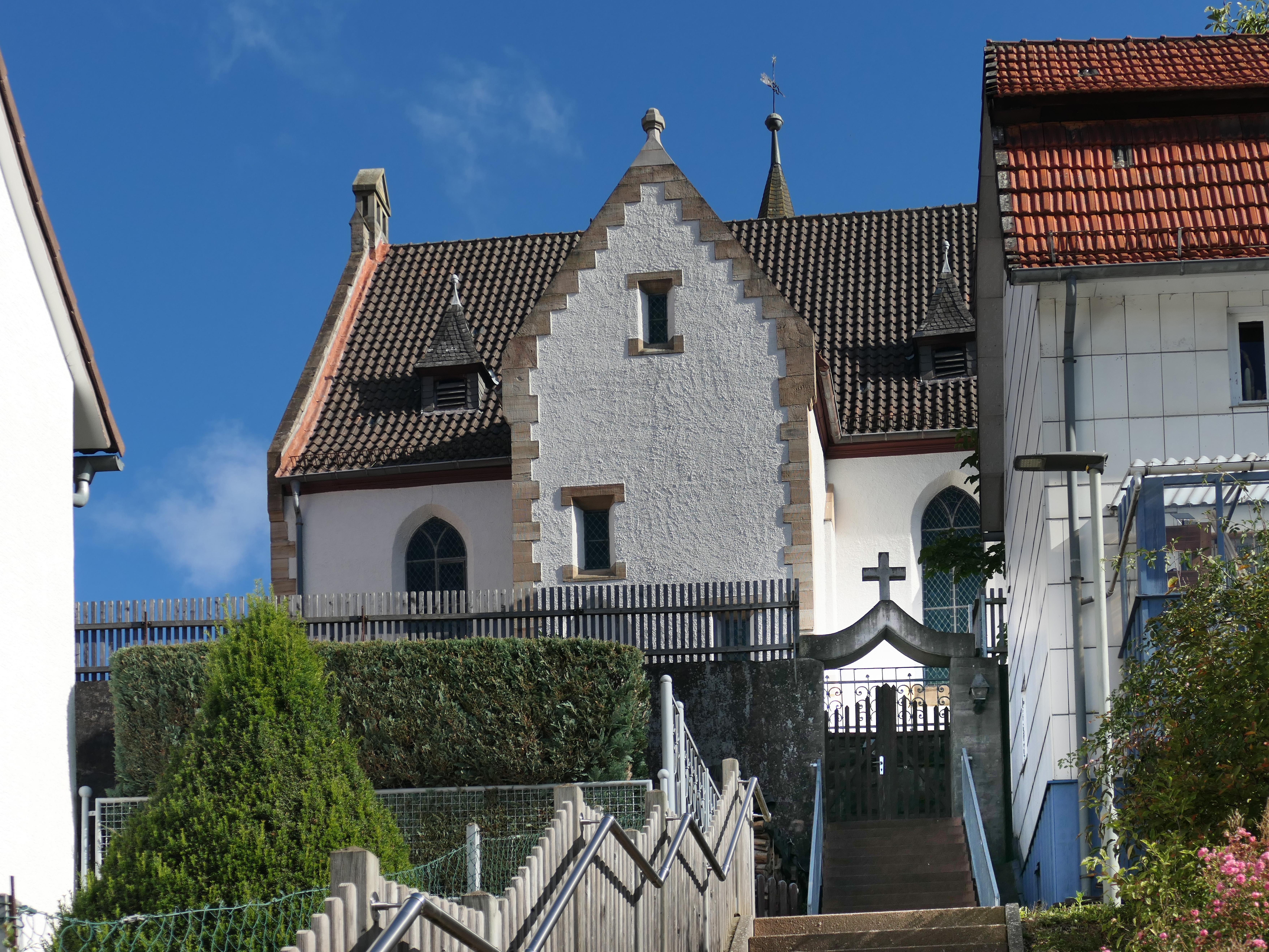
Treppenaufgang vom Unterdorf zur Kirche

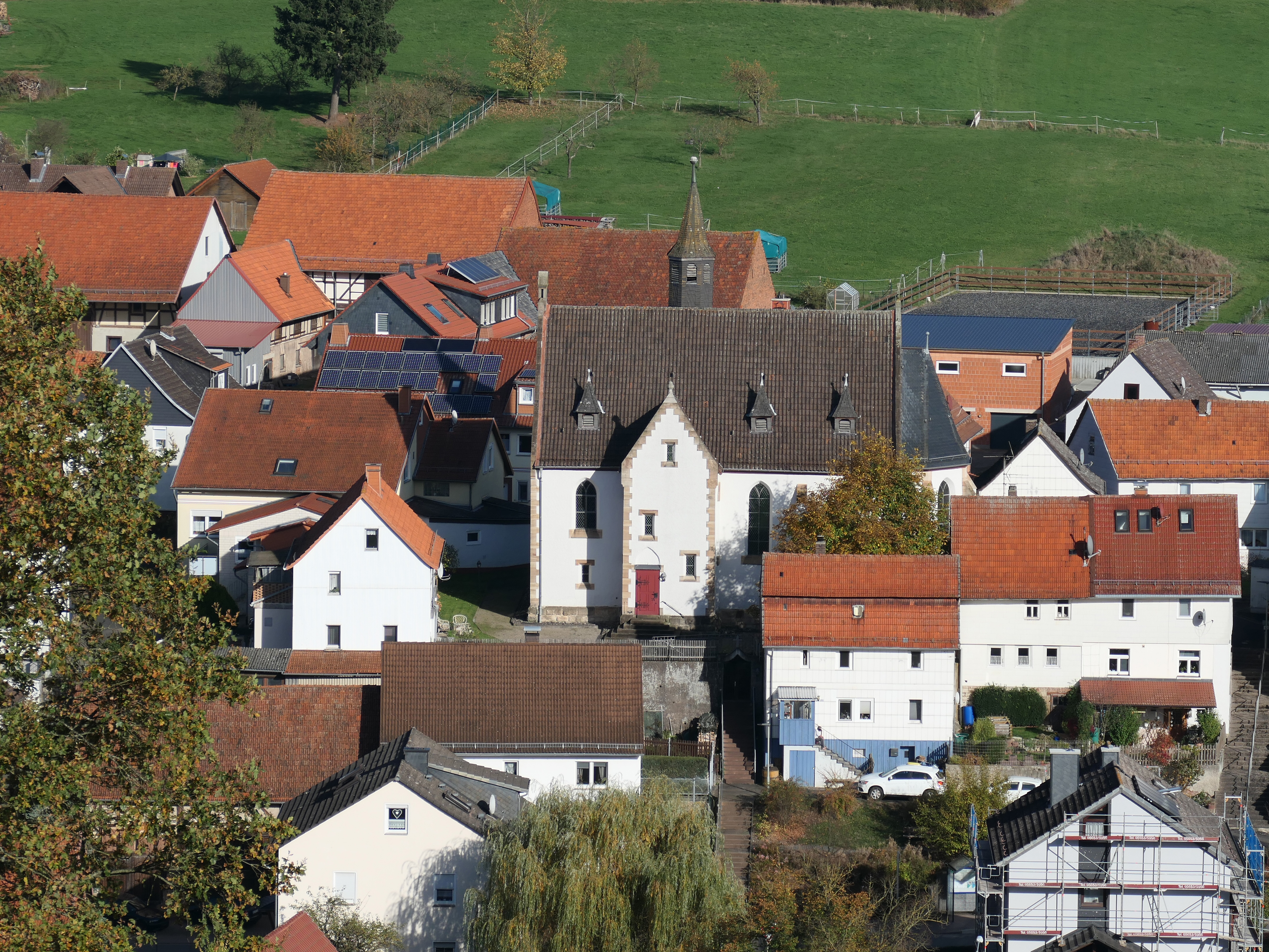
Die Kirche mitten im Oberdorf

Der Vorgängerbau der heutigen Kirche ist mit dem Dorf während des Dreißigjährigen Krieges von den, in den Reihen der kaiserlichen Armee kämpfenden Kroaten, im Jahr 1635 vollständig zerstört worden. Bereits vor dieser Kirche wurde in den Urkunden des Baumbachschen Archiv in Nentershausen eine „Capelle in Hasela“ erwähnt, die einen eigenen Pleban hatte, dem die Parochialrechte zustanden. Vermutlich stand diese Kirche auf dem Kirchberg von Oberhasel, einem Dorf, das zwischen Weißenhasel und Nentershausen lag und im Jahr 1375 überfallen, zerstört und nicht wieder aufgebaut worden ist. Auf dem Kirchhof dieser Kirche soll auch die Gemeinde von Weißenhasel ihre Verstorbenen begraben haben. Vor 1569 und nach 1587 war Weißenhasel mit der Pfarrstelle Dens verbunden und wurde dann im Jahr 1828 mit Dens zu einer Filialkirche der Pfarrstelle Nentershausen. Nur für eine kurze Zeit im 16. Jahrhundert, in den Jahren von 1569 bis 1587, hatte die Gemeinde Weißenhasel einen eigenen Pfarrer.
Die Überlebenden der Katastrophe von 1635 mussten wegen ihrer großen Armut noch mehr als zwanzig Jahre mit einer primitiven, behelfsmäßigen Gottesdienststätte auskommen. Um diese Notlage zu beenden wurden die umliegenden Dörfer um eine Spende für den Neubau einer Kirche in Weißenhasel gebeten. Offenbar war der Spendenaufruf erfolgreich, 1659 erfolgte ein Kirchenneubau. Nachdem die größte der Glocken gesprungen war, erhielt die Kirche im Jahr 1894 ein neues Geläut. Die von der Firma Carl Friedrich Ullrich in Apolda gegossenen drei Glocken wurden in As, C, und Es gestimmt. Sie sind bis heute erhalten und ihre Inschriften lauten: „Ehre sei Gott in der Höhe und Frieden auf Erden und den Menschen ein Wohlgefallen“.
Gegen Ende des 19. Jahrhunderts wurde die Kirche wegen der gestiegenen Einwohnerzahl zu klein. Auch entsprach sie nicht mehr den Bedürfnissen der Zeit. Die Pfarrchronik Nentershausen vermerkte: „Die alte Kirche [...] hatte nicht hinreichend Sitzplätze und war eines Gotteshauses nicht mehr würdig, da seit einer langen Reihe von Jahren für die Innenherstellung nichts getan war.“ Weil die zunächst geplante Erweiterung mehr Kosten als Nutzen erbrächte, entschied sich der Kirchenvorstand für einen Neubau unter Beibehaltung des alten Turmes. Die Errichtung des verputzten Backsteinbaus übernahm der Maurermeister Reinhardt Sauer aus Grandenborn. Die Schreinerarbeiten wurden Konrad Ullrich und die Dachdecker- und Malerarbeiten Nicolaus Stauffenberg aus Weißenhasel übertragen. Mit einem feierlichen Gottesdienst wurde die neue Kirche am 17. März 1909 eingeweiht.